# E-kids
E-girls и e-boys, иногда вместе известные как e-kids, представляют собой молодёжную субкультуру, возникшую в конце 2010-х годов и практически исключительно наблюдаемую в социальных медиа, особенно популяризированную приложением для обмена видео TikTok. Это эволюция эмо, Scene kids и готической моды в сочетании с японской уличной модой (например, аниме, косплей, каваи и лолита) и модой K-pop.
Видео e-girls и e-boys, как правило, кокетливы и часто откровенно сексуальны. Распространены закатывание глаз и высовывание языков (выражение лица, известное как ахегао, имитирующее оргазм).
Согласно Business Insider, эти термины не зависят от пола, вместо этого они относятся к двум отдельным стилям моды, заявляя, что «в то время как e-boys является уязвимым „софт-боем“ и охватывает культуру скейтбординга, электронная девочка милая и, казалось бы, невинная».

## Происхождение
Термины «e-girl» и «e-boy» произошли от «electronic boy» и «electronic girl» из-за их связи с Интернетом. «E-girl» впервые был использован в конце 2000-х годов как уничижительное выражение по отношению к девушкам, которые, как считается, ищут мужского внимания в Интернете. Согласно статье Business Insider, самые ранние примеры e-girls были найдены на Tumblr, а Vice Media утверждает, что субкультура развилась из более ранних культур эмо и сцены. Журналистка Vox Ребекка Дженнингс вместо этого назвала эстетику Tumblr предшественницей субкультуры, поскольку в ней отсутствовал милый аспект, который стал определять причёски и макияж e-girl.
Руби Барри из Heatworld объясняет происхождение моды e-girl японской уличной модой 2000-х годов, включая аниме, кавайи и лолиту. Кайла Марси из Edited описывает её как эволюцию эмо, сцены и молл готов, на которую сильно повлияли азиатские стили моды, такие как аниме, косплей и K-pop. i-D назвал Аврил Лавин «оригинальной e-girl» благодаря её отточенному взгляду на альтернативную моду, контрасту с нормами мейнстрима того времени и близости к японской культуре кавайи. Кроме того, на развитие субкультуры оказали влияние такие вымышленные персонажи, как Рамона Флауэрс, Харли Квинн и Сейлор Мун.
К концу 2010-х годов е-бои отделились от первоначальной женской культуры, переняв элементы эмо, молл готов и сцены. Популярность и смерть эмо-рэпера Lil Peep также повлияли на зарождение субкультуры, а газета New York Post назвала его «музыкальным покровителем страны е». Е-бои также используют «эстетику софт-боя», представляя себя чувствительными и уязвимыми. По мнению Brown Daily Herald, это связано с трансформацией идеальной мужской привлекательности от традиционно мужественной к интровертированности, застенчивости, эмоциональной уязвимости и андрогинности.

## Популярность в обществе
Субкультура начала привлекать к себе широкое внимание в 2018 году, после того как во всем мире появилось приложение TikTok. Согласно статье в i-D, появление субкультуры в приложении бросило вызов отполированным и отредактированным фотографиям инфлюэнсеров и VSCO girl, распространённым в Instagram, из-за отсутствия в TikTok необходимых для этого функций. В статье CNN говорилось: «Если VSCO girl — это сияющие на солнце хиппи 2020-х, то e-girls — полная противоположность». В 2019 году субкультура получила уже широкое внимание. Журнал MEL объяснил популярность субкультуры возросшим интересом к западному мейнстриму со стороны K-pop-групп, таких как BTS, Exo и Got7, из-за схожего стиля одежды и причёсок. Вскоре на TikTok и других социальных медиаплатформах появилась тенденция, когда люди загружая видео, постепенно «трансформировались» в электронного мальчика или электронную девочку. По мнению Vox Media, именно так эта культура «вошла в лексикон мейнстрима». Летом 2019 года появление Белль Дельфин в сети помогло привлечь внимание к субкультуре e-girl; Business Insider назвал Белль «символом первой волны e-girl». Убийство Бьянки Девинс в июле 2019 года также привлекло внимание к e-girls из-за принадлежности Бьянки к этой субкультуре.
В 2020 году субкультура продолжала набирать популярность: Vogue опубликовал статью с участием Доджи Кэт о макияже e-girl, а «стиль e-girl» вошел в десятку самых популярных модных терминов в Google в этом году. Кроме того, ряд знаменитостей начали перенимать причёски с обесцвеченными полосками, ассоциирующиеся с e-girls, в том числе американская светская львица Кайли Дженнер и косоварско-английская певица Дуа Липа. В июле дизайнер высокой моды Эди Слиман выпустил превью коллекции под названием «The Dancing Kid» для Céline, на которую повлияла мода e-boys. В статье GQ от 29 июля модный критик Рейчел Ташиян назвала это признаком того, что «TikTok теперь движет модой». Песня американского ютубера Corpse Husband «E-Girls Are Ruining My Life!», вышедшая в сентябре, привлекла большое внимание на TikTok, в итоге на три недели попав в UK Singles Chart. В конце 2020 — начале 2021 года ряд дизайнеров высокой моды, в частности Людовик де Сен-Сернен и Céline, начали создавать коллекции, вдохновлённые модой электронных мальчиков. Журналы InStyle и Paper отметили, что электронные мальчики и электронные девочки сыграли важную роль в росте популярности и возрождении поп-панка в 2020-х годах.

## Мода
Мода субкультуры вдохновлена рядом предшествующих субкультур, модных тенденций и форм развлечений, включая молл готов, моду 1990—2000-х годов, скейтерскую культуру, аниме, японскую уличную моду, косплей, K-pop, БДСМ, эмо, сцену, хип-хоп и рейв. Dazed описал эту эстетику как «Немного бондажа, немного детскости». Наряды обычно состоят из мешковатой одежды. В частности, некоторые е-девочки носят футболки-сетки, клетчатые юбки, футболки больших размеров, кроп-топы, обувь на платформе, чокеры и шапки-бини, а е-мальчики — свитера больших размеров или однотонную одежду и атрибутику групп, надетую поверх полосатых футболок с длинным рукавом и водолазки. Также часто носят ожерелья, кошельки на цепочке и серьги-пусеты. E-мальчики часто носят причёску шторы, в то время как волосы e-девочек окрашены в неоновые цвета, часто розовые или голубые, или осветлены спереди. Некоторые завязывают волосы в косички. Волосы, окрашенные в два разных цвета по центру (сплит-окрашивание), распространены среди обоих полов.
И мальчики, и девочки могут наносить сильный макияж, в частности розовые румяна на щеки и нос, подражая аниме. Часто встречаются фальшивые веснушки, неряшливый лак для ногтей и подводка для глаз. Ютубер Дженна Марблс сняла видео, имитирующее стиль макияжа электронной девушки, назвав его смесью между «макияжем Харадзюку, эмо и игари», последний из которых является японским стилем макияжа, имитирующим похмелье. Некоторые е-девушки подрисовывают себе помадой губной желобок, чтобы губы выглядели более круглыми. Один из заметных элементов макияжа е-девушек — штампы под глазами, часто в форме сердца — тенденция, на которую повлияла Марина Диамандис.

## Музыка
E-boys и e-girls ассоциируются с музыкой в стиле «sad boy». Это разнообразные музыканты, которые пишут музыку под влиянием грусти и психических расстройств. Эта музыка часто пересекается с эмо-рэпом. Этот термин подверг критике музыкант Джеймс Блейк. Он назвал его нездоровыми.
В 2020-х годах для участников субкультуры стало обычным делом слушать исполнителей, связанных с возрождением поп-панка, который пришёлся на это время.